# Klal!
Klal! is een muziekalbum van de Duitse Frank Klare. Het is een album dat hij heeft gemaakt in samenwerking van de eveneens Duitse sciencefictionschrijver Manfred Fuchs. Klare is normaliter een aanhanger van de Berlijnse school, maar daar past dit album slechts ten dele in. Het album is erg opgehangen aan percussieve effecten of instrumenten. Fuchs, bekend onder pseudonieum John L. (Noah), was binnen de alternatieve muziek in Duitsland (jaren 70) percussionist en zanger bij Ash Ra Tempel, album Schwingungen en Agitation Free. Klare speelt hier op de achtergrond zijn muziek, doch die is nauwelijks hoorbaar. Het album is meer van interesse voor het werk van de schrijver dan voor liefhebbers van muziek van Klare. Vaak wordt een parallel getrokken met het album Cyclone van Tangerine Dream. De enige overeenkomst is dat op beide albums met een zwaar Duits accent Engelstalige teksten worden gezongen of gedeclameerd.
Het album komt origineel uit in 1997; sommigen vermelden 1999. Als memoriam op het overlijden van Fuchs op 15 september 2007 wordt het album in 2008 heruitgegeven. Het heeft dan in de laatste track een bonustrack, waarin de muziek van Klare meer tot zijn recht komt.

## Musici
- Frank Klare – synthesizers
- John L. – zang, percussie
- Sabine Klare – achtergrondzang.

## Composities
1. Hier sprechen die Kuriere (4:50)
2. Caprice (2:13)
3. Unruhig werden alle Wesen (22:15)
4. Begreifen, was is (5:12)
5. Jerusalem – A morning prayer (6:40)
6. Bis in den letzten Zipfel (5:32)
7. Lied der Sterne (20:52)